# Niagara in Winter Dress
Niagara in Winter Dress è un cortometraggio muto del 1909. Il nome del regista non viene riportato nei credit del film, un documentario prodotto dalla Vitagraph sulle cascate del Niagara in inverno.

## Trama
Trama di Moving Picture World synopsis in (EN)  su IMDb

## Produzione
Il film fu prodotto dalla Vitagraph Company of America.

## Distribuzione
Distribuito dalla Vitagraph Company of America, il film - un cortometraggio di 107 metri - uscì nelle sale cinematografiche statunitensi il 31 agosto 1909.
Nelle proiezioni, veniva programmato con il sistema dello split reel, accorpato in un'unica bobina con un altro cortometraggio prodotto dalla Vitagraph, The Hunchback.